# Камер (Джорджія)
Камер (англ. Comer) — місто (англ. city) в США, в окрузі Медісон штату Джорджія. Населення — 1512 особи (2020).

## Географія
Камер розташований за координатами 34°3′45″ пн. ш. 83°7′38″ зх. д. / 34.06250° пн. ш. 83.12722° зх. д. (34.062462, -83.127320).  За даними Бюро перепису населення США в 2010 році місто мало площу 8,45 км², з яких 8,38 км² — суходіл та 0,07 км² — водойми.

## Демографія
Згідно з переписом 2010 року, у місті мешкало 1126 осіб у 435 домогосподарствах у складі 298 родин. Густота населення становила 133 особи/км².  Було 490 помешкань (58/км²).
Расовий склад населення:
| - 78,5 % — білих - 17,1 % — чорних або афроамериканців - 2,1 % — азіатів - 0,6 % — корінних американців |

До двох чи більше рас належало 1,1 %. Частка іспаномовних становила 1,3 % від усіх жителів.
За віковим діапазоном населення розподілялося таким чином: 23,0 % — особи молодші 18 років, 61,3 % — особи у віці 18—64 років, 15,7 % — особи у віці 65 років та старші. Медіана віку мешканця становила 37,3 року. На 100 осіб жіночої статі у місті припадало 86,4 чоловіків;  на 100 жінок у віці від 18 років та старших — 85,3 чоловіків також старших 18 років.
Середній дохід на одне домашнє господарство  становив 57 191 долар США (медіана — 39 750), а середній дохід на одну сім'ю — 66 391 долар (медіана — 52 500). Медіана доходів становила 42 625 доларів для чоловіків та 36 458 доларів для жінок. За межею бідності перебувало 27,4 % осіб, у тому числі 37,2 % дітей у віці до 18 років та 16,7 % осіб у віці 65 років та старших.
Цивільне працевлаштоване населення становило 508 осіб. Основні галузі зайнятості: освіта, охорона здоров'я та соціальна допомога — 29,3 %, науковці, спеціалісти, менеджери — 15,0 %, виробництво — 14,8 %.